# Westervalge
Westervalge is een buurtschap aan de westzijde van Warffum in de gemeente Het Hogeland in de provincie Groningen.
Tegenwoordig valt het grootste deel van de Westervalge binnen de bebouwde kom van het dorp. Slechts een deel van de weg richting Den Andel loopt buiten de bebouwde kom.
Valge betekent 'akkerland' of 'es'. De Westervalge was verdeeld in smalle percelen relatief hoog gelegen akkerland die door verschillende boeren werden gebruikt.
Op de Westervalge bevond zich tot de 19e eeuw een driehoekige gerichtplaetse (een excecutieterrein) bij het zogenaamde Galgenhuisje.
De streek aan de oostzijde heet Oostervalge.